# Bruno Lauer
Bruno Lauer (Pensilvânia, 27 de outubro de 1965), mais conhecido pelo seu ring name Harvey Wippleman é um manager, árbitro e lutador ocasional de wrestling profissional. Ele trabalha para a WWE desde 1993, atualmente fazendo parte da equipe criativa.

## Títulos e prêmios
- Continental Wrestling Federation
  - Southeast United States Júnior Heavyweight Championship (1 vez)[3]
- World Wrestling Federation
  - WWF Women's Championship (1 vez)[3]